# Andreas Gyldenklou
Andreas Gyldenklou, tidigare Gylle, född 20 december 1602 på Slomarps gård i Östanstång, Östergötland, död 10 januari 1665 på Skånelaholms slott, Skånela socken, var en svensk professor, diplomat och ämbetsman.

## Biografi
Andreas Gylle föddes av ofrälse föräldrar. Fadern hette Måns Persson, var kamrerare och modern hette Gertrud Hansdotter. Under studierna började han kalla sig Gylle och uppgav att han härstammade från det norska frälset.
Han började studierna vid katedralskolan i Linköping. 1622 inskrevs han vid Uppsala universitet, studerade sedan i Helmstedt och vid universitetet i Wittenberg, där han blev magister 1626, och fortsatte studierna vid universitetet i Rostock. I synnerhet studerade han teologi, vältalighet och poesi. Han blev 1628 historiarum et philosphiæ lector vid Linköpings gymnasium, en tjänst varunder han eventuellt var kommenderad till kriget i Tyskland. Samma år gifte han sig första gången, med änkan Maria Rijk vars far var tullförvaltare i Nylöse. 1631 blev han poeseos professor i Uppsala sedan han återkommit till Sverige med en utnämning till den posten som undertecknats av Gustav II Adolf själv. Konsistoriet hade redan utsett en annan till posten men fick böja sig för kungens vilja, vilket dock inte skedde utan protester av bland andra Johan Skytte. Som professor ägnade han sig framför allt åt Ovidius Metamorfoser.
1635 lämnade han universitetet när han utsågs till sekreterare i hovkansliet, men han fortsatte med utbildningsfrågor politiskt. Av hans hand finns ett förslag på ett sekulariserat gymnasium i Stockholm, och han bidrog till universitetskonstitutionerna från 1655. Samma år han lämnade universitetet gifte han sig med Jacobus Johannis Zebrozynthius och Catharina Stjernmans dotter Anna Burea, och blev då släkt med ett stort antal ämbetsmän i Stockholm. Vid hovet handlade hans uppdrag om trettioåriga kriget. Han adlades 1639 och antog namnet Gyldenklou.
Han utnämndes 1645 till statssekreterare och kom att tillhöra Axel Oxenstiernas parti emot drottning Kristina och Adler Salvius. 1654 utnämndes han till landshövding i Östergötlands län, 1657 till president i regeringen och hovrätten över Pommern och Rügen samt var därjämte legat vid fredsverket i Elbingen 1659 och freden i Oliwa i Polen 1660 tillsammans med Magnus Gabriel De la Gardie. Gyldenklou tog 1661 avsked och avled 1665. 
Han ägde ett betydligt myntkabinett samt har efterlämnat åtskilliga skrifter, såsom orationer, verser, uppsatser i politiska ämnen m. m. En av de politiska skrifterna behandlar Sveriges rätt till Livland. Vid riksdagen 1654 blev han kraftigt kritiserad för att ha krävt oskäliga sportler och att han utnyttjat sin ställning för att på ett ohederligt sätt tillförskaffat sig otaliga gods. Gyldenklous försvarstal är en källa dels till hans diplomatiska uppdrag och dels till tidens sportelsystem. 1647 var han därtill delägare av skeppsbyggningskompaniet. Han erhöll även av drottning Kristina 1645 en tomt på Helgeandsholmen, där han lät uppföra ett palats, som han dock redan 1654 sålde till Per Brahe. Han ägde därtill gods i Hylinge, Hulterstad, i Södermanland, Västsverige och Bremen.

### Egendom
Gylenklou ägde Skånelaholms slott i Skånela socken, Hylinge i Västra Husby socken, Hulterstad i Mjölby socken och Reva i Törnevalla socken.

### Familj
Gyldenklou gifte sig första gången 1623 med Maria Rijk, dotter av tullförvaltaren Reinhold Rijk i Nylödöse. Maria Rijk var änka efter riksguardien David von Kohlen i Stockholm. Gyldenklou och Rijk fick tillsammans barnen överstelöjtnanten David Gyldenklou, Magnus Gyldenklou (1630–1642) och fänriken Peter Gyldenklou vid artilleriet.
Gyldenklou gifte sig andra gången 8 februari 1635 i Stockholm med Anna Burea (död 1673), dotter av biskopen Jacobus Johannis Zebrozynthius i Strängnäs stift och Catharina Stiernman. De fick tillsammans barnen assessorn Jakob Gyldenklou (1636–1692) i Wismar, Axel Gyldenklou (1638–1638), Anna Maria Gyldenklou (död 1705) som var gift med överkommendatne Henrik von Dellvik och räntmästaren Börje Olofsson Cronberg, Catharina Gyldenklou (1643–1696) som var gift med direktören Nils Appelgren och hivkansleren Johan Bergenhielm, Christina Beata Gyldenklou (född 1617) och kaptenlöjtnanten Gideon Gyldenklou (1649–1676).

## Fotnoter
1. ↑  Se registrering av Andreas Gyldenklou i Rostocker Matrikelportal
2. ↑  SAOB, poeseos
3. 1 2 3  Elgenstierna Gustaf, red (1927). Den introducerade svenska adelns ättartavlor 3 Gadde-Höökenberg. Stockholm: Norstedt. sid. 209. Libris 10076750